# Потаскуєва (Тугулимський міський округ)
Потаску́єва (рос. Потаскуева) — присілок у складі Тугулимського міського округу Свердловської області.
Населення — 82 особи (2010, 139 у 2002).
Національний склад станом на 2002 рік: росіяни — 98 %.
Стара назва — Потаскуєво.